# Hans Wichelhaus
Hans Wichelhaus (* 14. September 1918 in Wülfrath; † 30. Oktober 2004) war ein deutscher Politiker (CDU).

## Leben und Beruf
Nach dem Besuch der Volksschule absolvierte er eine kaufmännische Lehre und legte 1937 die Kaufmannsgehilfenprüfung ab. Er war danach als kaufmännischer Angestellter tätig. Nach Arbeitsdienst, Kriegsdienst und Gefangenschaft studierte er. Wichelhaus legte die erste und zweite Lehrerprüfung sowie die Prüfung für das Lehramt an Realschulen ab, um danach im Schuldienst tätig zu sein. Mitglied der CDU wurde er im Jahre 1964.
Er war verheiratet und hatte drei Kinder.

## Abgeordneter
Vom 28. Mai 1975 bis zum 29. Mai 1985 war Wichelhaus Mitglied des Landtags des Landes Nordrhein-Westfalen. Er wurde jeweils im Wahlkreis 026 Oberbergischer Kreis bzw. 025 Oberbergischer Kreis I direkt gewählt.
Von 1964 bis 1975 war er Ratsmitglied im Rat der Stadt Gummersbach und ab 1964 Mitglied des Kreistages des Oberbergischen Kreises.

## Öffentliche Ämter
Vom 24. November 1969 bis zum 19. Oktober 1989 war er Landrat des Oberbergischen Kreises.